# Абитиби (езеро)
Езерото Абитиби (на френски: Lac Abitibi) е 8-о по големина езеро в провинция Онтарио. Площта му, заедно с островите в него е 931 км2, която му отрежда 47-о място сред езерата на Канада. Площта само на водното огледало без островите е 903 км2. Надморската височина на водата е 265 м.
Езерото се намира на 280 км южно от залива Джеймс (южната част на Хъдсъновия залив), в източната част на провинция Онтарио и около 1/4 от него в провинция Квебек. Абитиби има дължина от запад на изток 75 км, а максималната му ширина е 25 км, като се състои от две обособени части, свързани с тесен (260 м) проток. В езерото се вливат множество реки (Ла Сар, отток от езерото Дюпарке и др.). От западния му край изтича река Абитиби, която е десен приток на река Мус, вливаща се в залива Джеймс. Езерото Абитиби има силно разчленената брегова линия, с множество заливи, полуострови, протоци и над 900 малки острова (28 km2). Максимална дълбочина – 15 м. Обем 2,5 км3. Водното ниво се намира на 265 м н.в., като средногодишното му колебание е до 2 м, а ледената покривка е в периода от ноември до май. Край бреговете на езерото се намира провинциалния парк „Абитиби-Дьо Тройс“.
На езика на индианците алгонкини Абитиби означава „вода вамираща се на половина път“ (езерото се намира по средата между река Отава и залива Джеймс). Открито е вероятно около 1640 г. от френски йезуити-мисионери. През 1686 г. езерото става център на търговия с ценни животински кожи, след като французинът Пиер дьо Тройс основава на брега му търговски пункт (фактория). В средата на XVIII век в района на езерото са открити златни находища, които скоро са изчерпани, тъй като се оказват незначителни.